# Софулу (Джебраильский район)
Софулу (азерб. Sofulu) — село, расположенное в пределах Дагтумасской административно-территориальной единицы Джебраильского района Азербайджана, на склонах Карабахского хребта, в 18 км к западу от города Джебраил.

## Топонимика
Название села связано с наименованием тюркского племени софулу.

## История
Племя софулу проводили лето на территории Зангезура (позже — территория бывшего Сисианского района Армении), а зиму — в Карабахе. Позднее, осев, основало несколько сёл, названных Софулу.
В годы Российской империи село входило в состав Ахмедлинского сельсовета Джебраильского уезда Елизаветпольской губернии.
В результате Первой карабахской войны в августе 1993 года перешло под контроль непризнанной Нагорно-Карабахской Республики.
26 октября 2020 года в ходе Второй карабахской войны президент Азербайджана Ильхам Алиев заявил, что село Софулу было возвращено под контроль Азербайджана.

## Население
В советские годы село входило в состав Джебраильского района Азербайджанской ССР. По данным издания «Административное деление АССР», подготовленного в 1933 году Управлением народно-хозяйственного учёта Азербайджанской ССР (АзНХУ), по состоянию на 1 января 1933 года в селе Софулу, входившем в состав Ахмедлинского сельсовета Джебраильского района Азербайджанской ССР, было 46 хозяйств и проживало 294 жителей. Всё население сельсовета составляли азербайджанцы (в источнике — «тюрки»).